# Мергелевая гряда
«Мерге́левая гряда́» (другие названия, встречающиеся в СМИ — «Украинские пирамиды», «Луганский стоунхендж» — комплексный геолого-археологический объект. Собственно к названию «Мергелевая гряда» относится его геологическая, природная составляющая, а именно обширное каменистое плато, сформированное выветрелыми аргиллитами и известняками. Кроме того, в высокой водораздельной части расположена цепочка археологических объектов — курганных могильников бронзового века. «Мергелевая гряда» расположена неподалёку от села Степановка Перевальского района Луганской области. Возраст курганов — около 5 тысяч лет, предварительная датировка геологической платформы — более 10 млн лет.

## История открытия
«Мерге́левая гряда́» была найдена в 1976 году группой школьников Алчевской средней школы № 23 под управлением основателя археологического клуба «МИГ» Владимира Парамонова. Подробные исследования археологического памятника начались в 2005 году. Экспедиция на Мергелевую гряду проводились под руководством киевского археолога доктора исторических наук Клочко В. И. Широкое освещение в прессе археологический памятник получил в сентябре 2006 года. После раскопок  одного кургана было сенсационно заявлено, что внутри некоторых курганов гряды находятся каменные пирамиды, а в Луганской области обнаружены мегалитические сооружения в виде пирамид, возраст которых гораздо старше всем известных египетских пирамид. Также археологам "удалось проследить" технологию укладки плит: это своеобразная «кладка на глиняном бетоне» — густом глиняном растворе с кусочками камня. Плиты сначала подгонялись по размеру, а затем промежутки заливались «глинобетоном». Второй и третий ряды укладывались с перевязкой промежутков как современная кирпичная кладка.
Таким образом «Мергелева гряда» представляет собой целостный комплекс каменных и земляных сооружений (курганов, различных «дорог» и «лучей», выложенных из каменных плит), на площади 1,3 кв. км. Пока исследователи раскопали небольшой участок гряды. На этом участке расположены круги правильной формы, выложенные из камня. Здесь археологи уже обнаружили жертвенники, места погребений. «Добыча» исследователей — свыше десятка различного рода сосудов и столько же человеческих останков. По утверждению специалистов, этот памятник, по крайней мере, на 300 лет старше самой древней египетской пирамиды и лет на 500 старше первого строительного горизонта Стоунхенджа.
«По оценкам бывших здесь специалистов и археологов, это открытие европейского масштаба» — подчеркнул заместитель директора по науке НИИ памятникоохранных исследований Министерства культуры и туризма Украины, профессор Виктор Клочко. — «Это первое открытое в Восточной Европе святилище солярного культа». Украинские ученые пришли к выводу, что примерно 5000 лет назад на территории Донбасса (как «Украинского» так и «Российского») проживала высокоразвитая цивилизация, не уступавшая в развитии египетской, что дальнейшее детальное изучение луганских пирамид может внести новый взгляд на историю древних цивилизаций. После множественных публикаций в СМИ и интернете  данные находки стали иметь множество названий: Луганские пирамиды, Украинский стоундхендж… Однако, по оценкам луганских  геологов и археологов (Удовиченко, Бритюк), которые в конце 2007 года выступили на научной конференции в Луганске, кроме обычных и самых рядовых курганов для Донбасса, на «Мергелевой гряде» других искусственных сооружений нет.
В 2007 году журнал «Археология» (Киев, Институт археологии НАН Украины) открыл дискуссию по поводу провозглашенного В. И. Клочко открытия некой цивилизации бронзового века (Гершкович Я. П., Санжаров С. Н. Мергелевая гряда — новая археологическая сенсация? // Археология. — 2007. — № 4. — С. 84 — 86.), обращалось внимание, что никаких явных доказательств искусственного происхождения «стен», «дорог» и «платформ» на Мергелевой гряде нет, а позиция руководителей раскопок является обычным пиаром или следствием незнания специфики местных памятников.

## Территория
Площадь объекта 10 га. Основу «Мергелевой гряды» составляет каменистая гряда, которая простирается с юго-запада на северо-восток. На гряде располагается высшая точка этой местности — 242 м над уровнем моря. Ландшафт памятника не подвергался техногенным изменениям. В комплекс входят:
1. Святилище (?). Внешне выглядит как возвышенность, покрытая каменными плитами и блоками по всей площади. Есть мнение, что данные плиты имеют естественное происхождение, связанное с разломами крупных каменных платформ. Данную версию подтверждает полное совпадение формы краев разломов соседних плит. Ограничен объект на северо-западе цепью каменных плит, которые находятся в вертикальном положении, протяженностью чуть более 300 м.
2. Четыре кургана высотой от 1,3 м до 2 м. Погребения донецкой катакомбной и срубной культуры. Один из курганов имеет хорошо сохранившийся кромлех.

Строения комплекса, возможно, использовались разными племенами региона в течение нескольких тысяч лет как святилища и погребальные сооружения. По предварительным данным памятник датируется IV—II тыс. лет до н. э., то есть относится к периоду позднего неолита — бронзы. 